# Canton de Saint-Laurent-du-Maroni
Canton de Saint-Laurent-du-Maroni är ett arrondissement i Franska Guyana (Frankrike). Det ligger i den nordvästra delen av Franska Guyana, 190 km väster om huvudstaden Cayenne.